# Acropyga lauta
Acropyga lauta är en myrart som beskrevs av Mann 1919. Acropyga lauta ingår i släktet Acropyga och familjen myror. Inga underarter finns listade i Catalogue of Life.